# Far from the Sun
Far from the Sun è il sesto album della progressive death metal/Folk metal band Amorphis.

## Tracce
1. "Day of Your Beliefs" – 5:04
2. "Planetary Misfortune" – 4:27
3. "Evil Inside" – 3:57
4. "Mourning Soil" – 3:47
5. "Far from the Sun" – 4:00
6. "Ethereal Solitude" – 4:30
7. "Killing Goodness" – 3:55
8. "God of Deception" – 3:38
9. "Higher Ground" – 5:39
10. "Smithereens" – 4:51
11. "Shining Turns to Gray" (U.S. bonus track)
12. "Follow Me into the Fire" (U.S. bonus track)
13. "Darkrooms" (U.S. bonus track)
14. "Dreams of the Damned" (U.S. bonus track)
15. "Far from the Sun (extended)" (U.S. bonus track)

## Formazione
- Pasi Koskinen – voce
- Tomi Koivusaari – chitarra e sitar
- Esa Holopainen –  chitarra
- Santeri Kallio  – tastiere
- Niclas Etelavouri  – basso
- Jan Rechberger  – batteria